# 互动 (神奇蜘蛛侠)
《互动》（英語：Interactions）是美国电视动画《神奇蜘蛛侠》的第二集，根据史丹·李和史蒂夫·迪特科共同创作的漫画角色蜘蛛人改编，由特洛伊·阿多米提斯执导，凯文·霍普斯编剧，剧情讲述蜘蛛人对抗因触电事故变异的超级反派电光人。
霍普斯在剧本创作期间找来所有涉及电光人的漫画书研究，电视剧中的电光人形象也是以漫画中的传统形象为依据，但设计师维克多·库克将绿色增强，同时去掉漫画中的星形面具。克里斯賓·弗里曼为电光人配音，力图用嗓音表现人物渐趋疯狂的变化过程。
《互动》于2008年3月8日在CW电视网儿童华纳频道首播，播出时间紧接上集《适者生存》，并且1.4/4的尼尔森收视率成绩比上集还好。本集所获评价褒贬不一，认为节目表现不及第一集亮眼，但还是有部分内容值得认可。

## 剧情简介
本集以康纳斯博士的实验室开场，康纳斯向实习生彼得和格温演示新型潜在清洁能源：转基因鳗鱼。实习生离开后，电工麦克斯·狄龙在升级实验室电气过滤器时触电身亡并被送往医院，然后因躯体散发强烈电场被隔离。医生在狄龙复活后告知，虽然目前情况稳定，但他必须穿上特定服装抑制身上会向外发射的生物电，这令狄龙深感愤怒。
与此同时，彼得成为学校热门女生丽兹·艾伦（Liz Allan）的导师。两人一起来到咖啡馆，彼得开始辅导她的科学课程，这时狄龙闯入并导致电路短路。彼得认为狄龙很危险，于是变身蜘蛛侠追上去劝解对方寻求帮助，他拍下狄龙的照片，并在争执中拿掉对方的面具，愤怒的狄龙出手攻击，彼得因梅婶婶的电话分心导致狄龙逃脱。
次日，彼得发现昨天拍下的照片显影不正常，但还是足以认出狄龙的身份。他与康纳斯博士、艾迪·布洛克和格温见面，讨论控制狄龙的办法。狄龙此时与警方发生冲突，决定到实验室求助，但却无法控制脾气，威胁康纳斯的夫人玛莎。经艾迪协助，彼得把几位女子带到安全地带后变身蜘蛛侠返回，同自称电光人的狄龙激战。两人冲出实验室，在雨中继续打斗，蜘蛛侠发现无线电塔及旁边的游泳池，然后设法把电光人打进水池，令对方短路昏迷。
次日回到学校，丽兹正感谢彼得的辅导时其他热门女生走上前来，她只好改变态度，表现粗鲁并扬长而去。康纳斯博士在实验室拿起之前电光人电击过的蜥蜴，然后与夫人一起离开。

## 制作

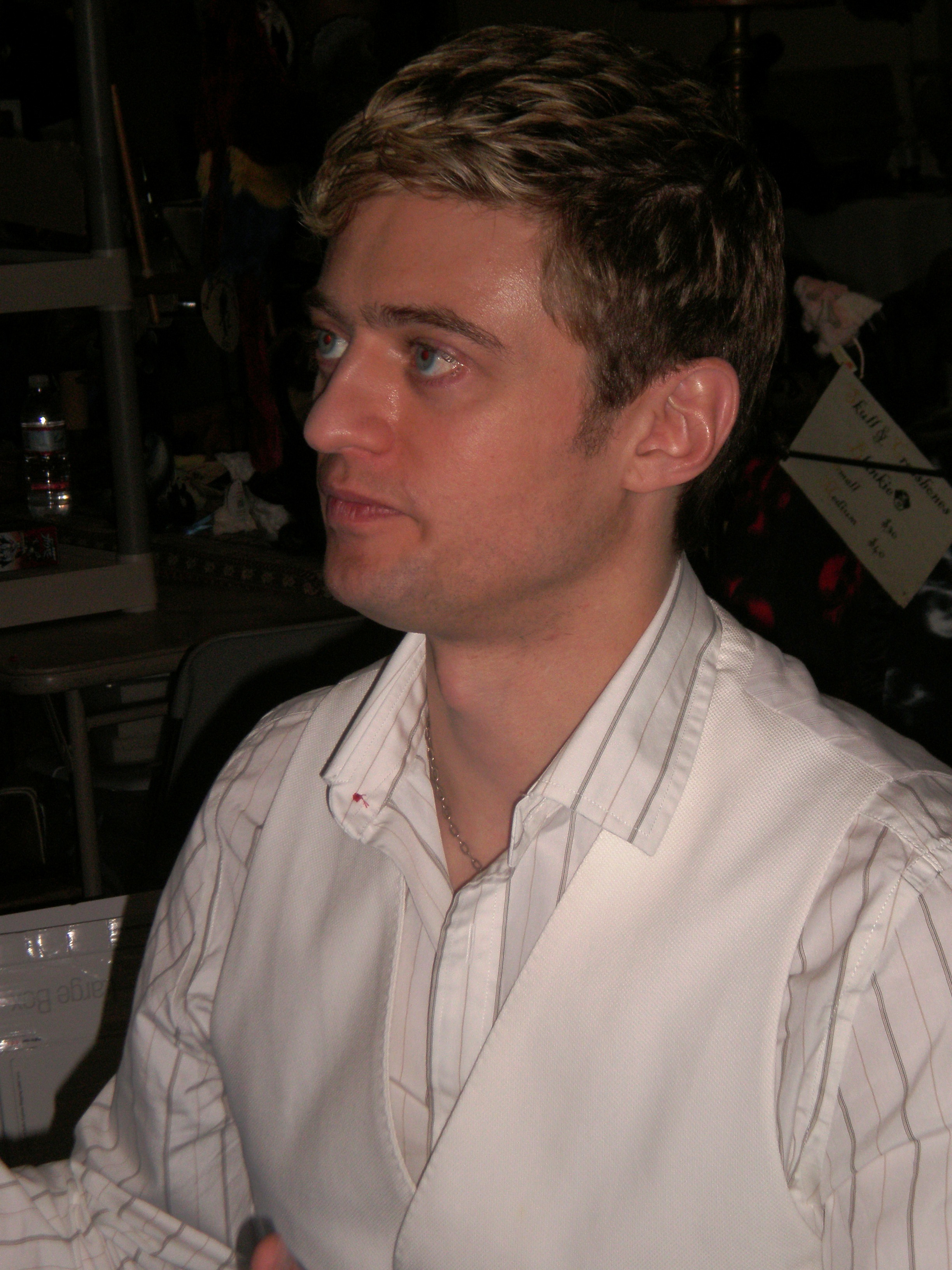
为电光人配音的克里斯宾·弗里曼（图）力图用嗓音表现人物渐趋疯狂的变化历程

《互动》由特洛伊·阿多米提斯（Troy Adomitis）执导，凯文·霍普斯（Kevin Hopps）编剧。霍普斯曾为《巴斯光年的星际使命》（Buzz Lightyear of Star Command）、《正义联盟》和《狡猾飞天德》等动画电视剧编剧，他找来所有涉及电光人的漫画书重新研究，为创作《互动》做准备。霍普斯很喜欢电光人身上人性化的一面：“他并不想变成坏人，却发现自己别无选择。”
片尾的无线电塔戏段原计划是让电光人爬到塔顶，但剧组无论是在前期分镜还是拍摄制作都觉得这样的设定太繁琐。《神奇蜘蛛侠》制片人兼主创人维克多·库克（Victor Cook）对此表示：“他就这么爬完整座塔？这感觉也太奇怪了吧。”最终这场戏改为电光人逐渐往上爬，其间夹杂多次电力大爆发。
对于电光人的形象设计，库克在漫画原著基础上保留“经典剪影”，去掉星形面具。人物形象以绿色为主，因为“20世纪60年代蜘蛛侠的大部分敌人身上都有绿色”。根据库克为整部电视剧设定的配色方案，绿色通常代表蜘蛛侠的敌人或不利处境，黄色则代表有利情况，如彼得的生物课。
克里斯宾·弗里曼为电光人配音，力图用嗓音表现角色突然掌握巨大力量后渐趋疯狂的变化历程。“我以前从没想过，这样的诅咒和祝福会如何影响他的身心。再想想，这不正是彼得·帕克面临的核心问题么。”剧集主创人格雷格·韦斯曼（Greg Weisman）为《神奇蜘蛛侠》敲定的主题是“彼得·帕克的教育”，本集标题《互动》将主题进一步扩展。与第一季前期的其他分集一样，标题《互动》同样源自生物学概念。

## 播映和反响
2008年3月8日，《互动》紧接《神奇蜘蛛侠》试播集《适者生存》（Survival of the Fittest）在CW电视网儿童华纳频道首播。次年3月23日，《神奇蜘蛛侠》前三集连续在迪斯尼XD播出。《互动》首播的尼尔森收视率成绩为1.4/4，在美国电视节目中属上游水平，也是CW电视网2007至2008年上午10点半时段的最好成绩，超过试播集的1.2/3（CW电视网2007至2008年上午10点时段的最高收视率），在2至11岁年龄段观众群的收视率上升四分之三，2至5岁年龄段甚至提升两倍。此外，《互动》还是《神奇蜘蛛侠》第一季在9至14岁年龄段儿童或男童中收视率最高的一集。
电视评论员对节目评价褒贬不一。网站的埃里克·戈德曼（Eric Goldman）打分7.4（“像样”），觉得表现不及《适者生存》亮眼，但电光人同许多人印象中的样子相比还是有所惊喜。他觉得丽兹·艾伦的形象刻画不到位，人物口音和背景都没有表达清楚，而且彼得一边同梅婶婶通电话一边和电光人打斗的戏段“实在有点过火”：“有没有搞错，梅婶婶听到那么大响动不会吓到吗？”戈德曼对剧中的幽默桥段和康纳斯博士肢体再生实验的戏码感到满意。
罗伯··沃利（Rob M. Worley）在娱乐网站发文指出，弗里曼在动画和电子游戏配音领域很有地位，但这次他没有满足于这种地位，通过为电光人配音让整部剧集都变得更加充实。终极迪士尼网站评论员卢克·波南诺（Luke Bonanno）曾评选《神奇蜘蛛侠》第一季最优秀的五集，《互动》没有上榜，但他觉得剧集的整体表现非常卓越，值得肯定。交谈网站评论员小托德·道格拉斯（Todd Douglass Jr.）称赞电光人的形象设计，就像在老角色身上增加现代动感和犀利的线条。